# 列夫·托洛茨基故居博物馆

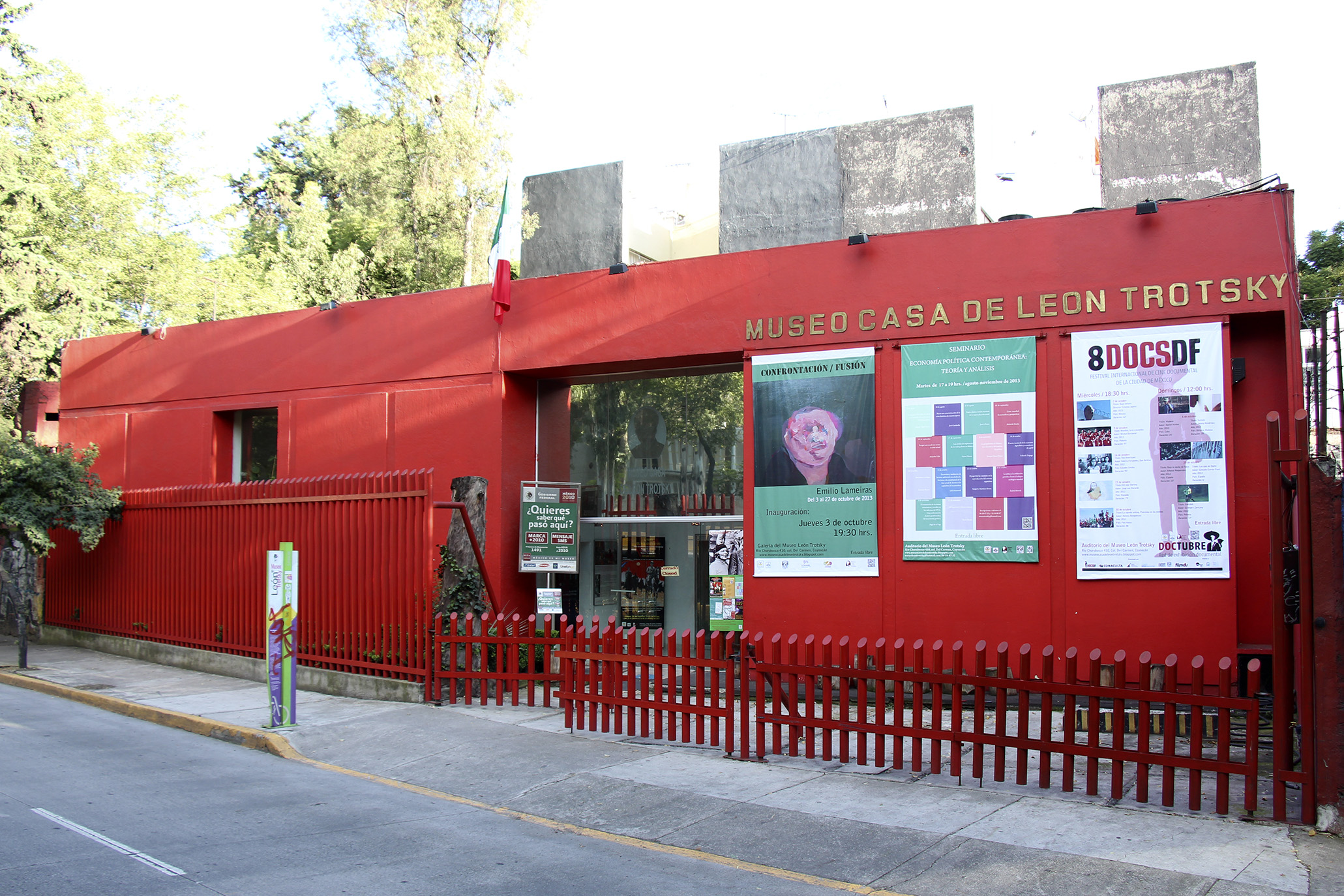
列夫·托洛茨基故居博物馆

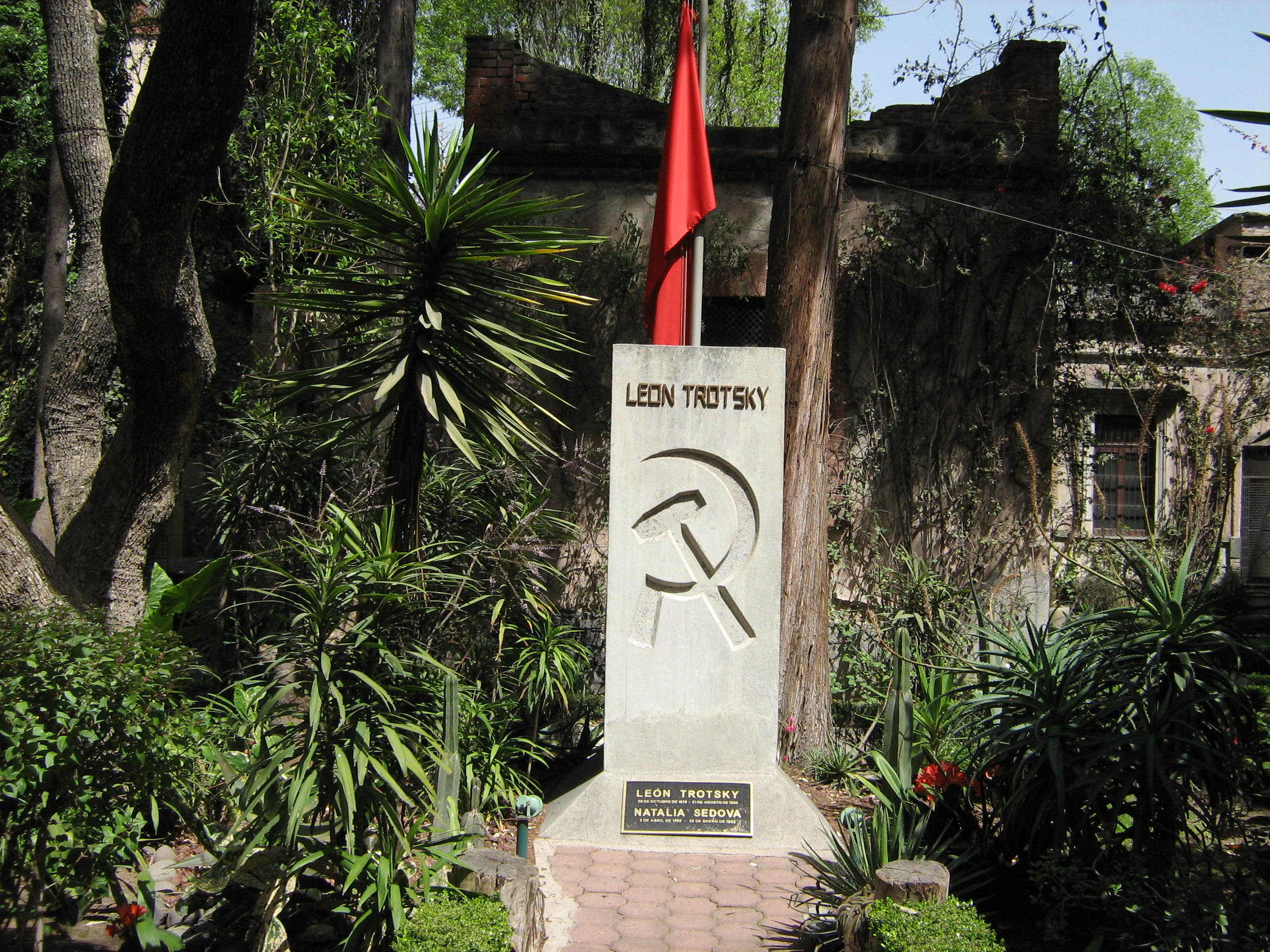
列夫·托洛茨基墓

列夫·托洛茨基故居博物馆（西班牙語：Museo Casa de León Trotsky），正式名称为庇护权研究所—列夫·托洛茨基故居博物馆（Instituto del Derecho de Asilo - Museo Casa de León Trotsky），又称托洛茨基博物馆或托洛茨基故居博物馆，是一所纪念列夫·托洛茨基的博物馆，同时也是一个致力于促进政治庇护的机构，位于墨西哥墨西哥城科约阿坎区里奥丘鲁布斯科街410号。
该博物馆的核心是托洛茨基及其第二任妻子娜塔莉亚·谢多娃在1939年4月—1940年8月居住的房屋，也是托洛茨基遇刺的地点。房屋内部基本保持原貌，尤其是托洛茨基的书房，即托洛茨基被拉蒙·麦卡德用冰镐袭击头部致死的场所。房屋四周设有花园，并筑有高墙和瞭望塔。托洛茨基的墓地位于花园中。 
该博物馆的后部原为手球场，现已改建为图书馆、现代展厅、常设展区、办公室和会议厅，并作为博物馆的主入口。
1982年，该建筑群被总统令宣布为历史文物。1990年8月20日，在托洛茨基遇刺50周年之际，该建筑群被改建为现今的博物馆和庇护机构。
托洛茨基的外孙埃斯特班·沃尔科夫曾任该博物馆的馆长。